# Jan Eriksson
Jan Jonas Jakob Eriksson (Sundsvall, 24 agosto 1967) è un ex calciatore svedese, di ruolo difensore.

## Palmarès

### Club

#### Competizioni nazionali
- Coppa di Svezia: 1

IFK Norrköping: 1991